# Aldabrachampsus
Aldabrachampsus – rodzaj wymarłego krokodyla z rodziny krokodyli właściwych (Crocodylidae) żyjącego w późnym plejstocenie na atolu Aldabra na Oceanie Indyjskim. Jego pozycja filogenetyczna wewnątrz Crocodylidae jest niejasna – może one należeć do grupy Osteolaeminae lub rodzaju Crocodylus.

## Morfologia
Pozostałości Aldabrachampsus są fragmentaryczne, lecz diagnostyczne. Od wszystkich innych krokodyli różni się on dużymi półkolistymi grzebieniami na grzbietowo-bocznej krawędzi kości łuskowej. Rogi zbudowane z kości łuskowych występowały również u Voay robustus, Ceratosuchus burdoshi oraz kilku gatunków z rodzaju Crocodylus, zwłaszcza krokodyla kubańskiego, krokodyla syjamskiego i Crocodylus anthropophagus, jednak rogi Aldabrachampsus nie są tak ostro zakończone, a ich najwyższy punkt znajduje się na środku, a nie tylnym zakończeniu kości łuskowej, jak u innych rogatych krokodyli. Aldabrachampsus osiągał niewielkie rozmiary jak na krokodyla – długość centrów kręgów szyjnych wynosi 2,5–3 cm, co dowodzi, że całe zwierzę mierzyło około 2–2,5 m długości.

## Klasyfikacja i ewolucja
Ze względu na niekompletność skamieniałości Aldabrachampsus jego bliższe pokrewieństwo jest niemożliwe do ustalenia. W najbardziej parsymonicznych drzewach wygenerowanych w analizie filogenetycznej przeprowadzonej przez Brochu Aldabrachampsus należy on do grupy Osteolaeminae jako takson siostrzany dla Voay robustus lub do rodzaju Crocodylus, gdzie zajmuje pozycję siostrzaną względem Crocodylus palaeindicus. Inne pozycje filogenetyczne wewnątrz Osteolaeminae lub Crocodylus otrzymały jednak tylko nieznacznie mniejsze wsparcie. Według Brochu zaliczenie A. dilophus do osobnego rodzaju niż do Crocodylus jest bardziej zasadne, gdyż jego bliskie pokrewieństwo z C. palaeindicus wspiera tylko jedna cecha, a odnalezione do tej pory szczątki pozwalają przypuszczać, że odkrycie bardziej kompletnych skamieniałości potwierdzi bliższe pokrewieństwo z krokodylem krótkopyskim niż z Crocodylus. Ze względu na niepewne pokrewieństwo Aldabrachampsus jego biogeograficzne pochodzenie również pozostaje niejasne, jednak najprawdopodobniej nie był on krokodylem endemicznym dla atolu Aldabra, lecz dotarł tam z innych terenów, przypuszczalnie z Madagaskaru, gdzie żył prawdopodobnie blisko z nim spokrewniony Voay. Zaawansowana pozycja filogenetyczna Aldabrachampsus oraz wiek osadów, w których znaleziono jego szczątki, sugerują, że nie uległ skarleniu na wyspie, lecz małe rozmiary ciała osiągnął jeszcze przed dotarciem na Aldabrę.

## Historia odkryć
Gatunkiem typowym rodzaju Aldabrachampsus jest A. dilophus. Został on opisany w 2006 roku przez Christophera Brochu na podstawie skamieniałości wydobytych z plejstoceńskich osadów piaskowca Aldabra na wschodzie atolu Aldabra. W pobliżu odnaleziono również szczątki jaszczurek, żółwi, lądowych ślimaków oraz ptaków. Skamieniałości pochodzą z osadów nieco młodszych niż 118 tysięcy lat, gdy skończył się okres, w którym atol znajdował się w całości pod powierzchnią wody. Nazwa Aldabrachampsus pochodzi od Aldabry oraz greckiego słowa champsos, znaczącego „krokodyl”. Nazwa dilophus po grecku oznacza „z dwoma grzebieniami”, co odnosi się do grzebieni zbudowanych z kości łuskowych.